# Hector Berlioz
Louis Hector Berlioz (La Côte-Saint-André, 11 de diciembre de 1803-París, 8 de marzo de 1869) fue un compositor francés y figura destacada del romanticismo. Su obra más conocida es la Sinfonía fantástica, estrenada en 1830.

## Biografía
Berlioz nació en Francia en La Côte-Saint-André, entre Lyon y Grenoble. Su padre era médico (fue un aficionado a la acupuntura) y envió al joven Héctor en 1821 a París a estudiar medicina. Berlioz quedó horrorizado por el proceso de disección y a pesar de la desaprobación de su padre, abandonó la carrera para estudiar música. Asistió al Conservatorio de París, donde estudió composición y ópera, quedando muy impresionado por la obra y las innovaciones de su maestro Jean-François Lesueur.

### El movimiento romántico
Rápidamente se sintió identificado con el movimiento romántico francés. Entre sus amigos estaban los escritores Alejandro Dumas, Victor Hugo y Honoré de Balzac. Más tarde, Théophile Gautier escribiría:

Me parece que Héctor Berlioz, con Victor Hugo y Eugène Delacroix, forman la Santísima Trinidad del arte romántico.

Se dice que Berlioz había sido un romántico innato, que experimentaba intensas emociones desde la más tierna infancia, por ejemplo cuando leía pasajes de Virgilio, y más tarde en una serie de aventuras amorosas.
A los 23 años se enamoró de la actriz irlandesa shakesperiana Harriet Smithson.

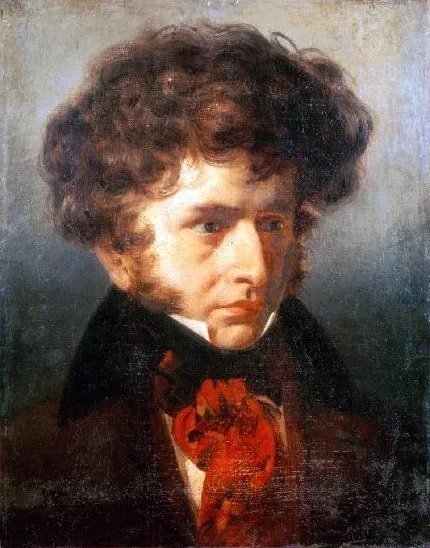
Retrato de Berlioz por Signol, 1832

A Smithson las cartas de Berlioz le parecieron tan exageradamente apasionadas que lo rechazó por completo. Sin embargo, fue la musa inspiradora de la sinfonía que Berlioz estaba preparando en esa época.
En 1830, esta Sinfonía fantástica generada por esas emociones fue considerada «asombrosa y vívida», pero Smithson no quiso asistir al debut en París. En aquel momento la naturaleza autobiográfica de esta obra de música programática (que requería que los oyentes leyeran un folleto con su «argumento» antes del concierto) se consideró con justicia sensacional e innovadora.
En 1830 (el mismo año del debut de la sinfonía) Berlioz ganó el Premio de Roma, la beca más importante del mundo de la música.
Debido al rechazo de Smithson, Berlioz se unió sentimentalmente a Marie Moke. Pero este romance fue terminado abruptamente por la madre de Moke, quien la casó con el pianista y fabricante de pianos Camille Pleyel.
Berlioz, que en esa época ya estaba becado en Roma, planeó cabalgar hasta París, disfrazarse de sirvienta doméstica, matar a Moke, a su madre y a su novio pianista y suicidarse. Llegó a viajar hasta Niza, hasta que fue persuadido de abandonar la idea.

### Retorno a París y primer matrimonio
Después de su retorno a París —luego de dos años becado estudiando ópera italiana en Roma—, se enteró de que Harriet Smithson finalmente había asistido a una presentación de la Sinfonía Fantástica. Ella rápidamente se dio cuenta de que era una clara alegoría de las apasionadas cartas que Berlioz le había escrito. Pronto se casaron, pero pocos años después, desilusionados, se separaron.
Durante su vida, Berlioz fue más famoso como director de orquesta que como compositor. Periódicamente daba ciclos de conciertos en Alemania e Inglaterra, donde dirigía óperas y música sinfónica, tanto suya como de otros compositores.
Varios fueron sus encuentros con el compositor y virtuoso del violín Nicolo Paganini. De acuerdo con las memorias del francés, Paganini, tras asistir a una representación de su Sinfonía fantástica, le ofreció una importante suma para que le compusiera una pieza para viola. Algo reticente al principio, a las pocas semanas Berlioz escribió una obra, una sinfonía concertante, inspirándose en pasajes de la novela en verso de Lord Byron Childe-Harold's Pilgrimage. La obra, Harold en Italia, no fue del gusto de Paganini, quien la desechó por considerarla de escasa complejidad técnica, por lo que la estrenó Chrétien Urhan, en noviembre de 1834.
En 1838, estrena su primera ópera, Benvenutto Cellini, cuyo libreto se basa en las memorias del escultor florentino del siglo XVI del mismo nombre. La respuesta por parte del público y la crítica es fría.
El dinero pagado por Paganini le permite pagar deudas y trabajar con mayor tranquilidad en su siguiente obra, la "sinfonía dramática" Romeo y Julieta (cuyo "Sueño de Amor" será considerado por el mismo Berlioz como su "composición favorita"). A su estreno asistió, entre otras personalidades, Richard Wagner, quien quedó fuertemente impresionado, lo que no hizo más que reforzar su gran admiración por el francés.
En 1840, el gobierno francés le encarga la composición de una obra que conmemore los diez años de la Revolución de 1830. Así nace su Grande symphonie funèbre et triomphale, estrenada bajo la conducción del mismo compositor en la plaza de la Bastilla.

### Muerte

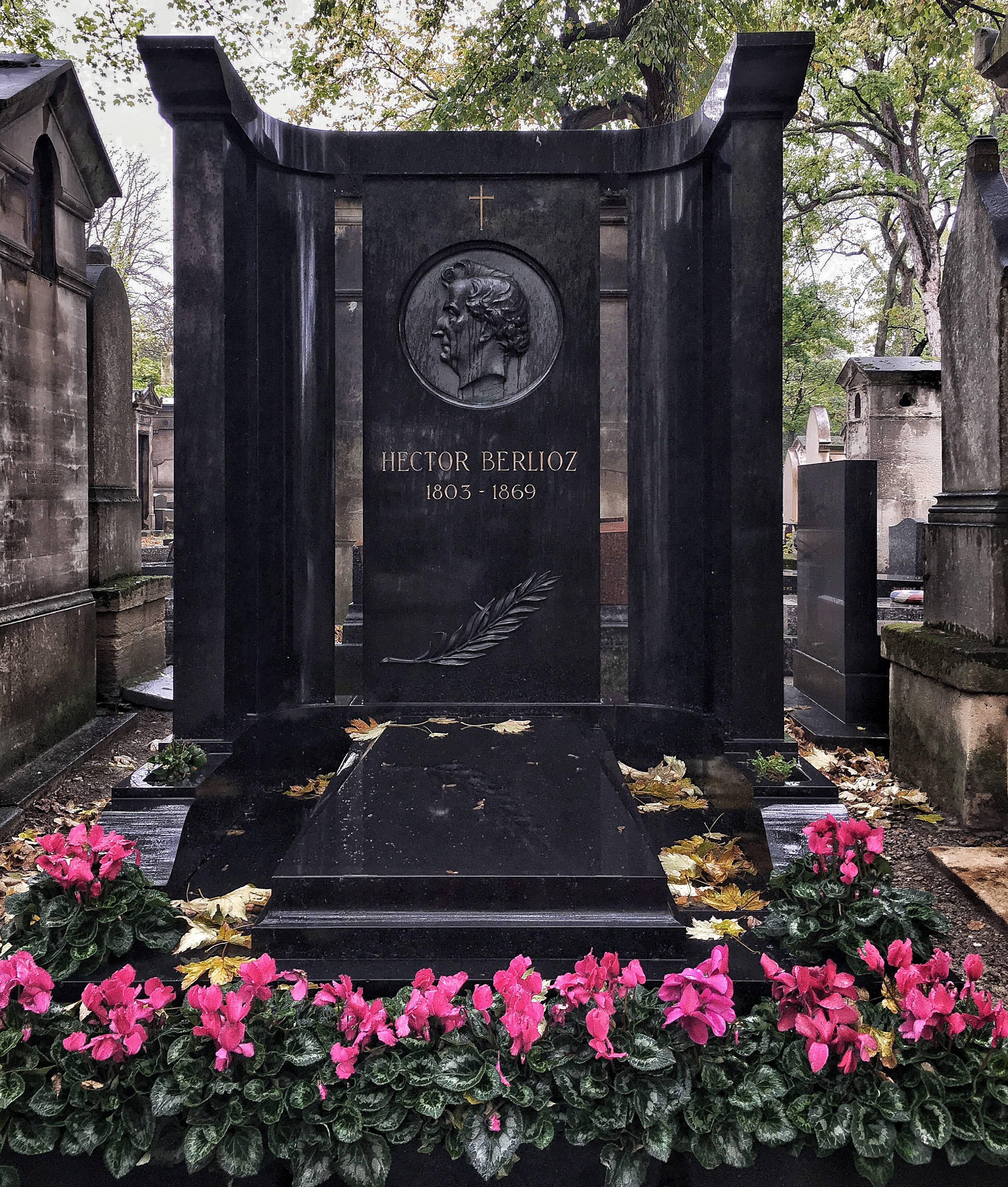
Hector Berlioz tumba en el cementerio de Montmartre

En 1868 Berlioz, enfermo y solo —su segunda esposa había muerto hacía pocos años y su hijo único acababa de morir a causa de la fiebre amarilla—, decide marchar a Niza para morir allí, porque en esa ciudad había pasado en 1831 «los veinte más bellos días de felicidad de [su] vida». Pero treinta y siete años después encuentra la ciudad muy cambiada y la decepción y el empeoramiento de su salud le hacen volver a París, donde fallecerá el 8 de marzo de 1869. Fue enterrado en el cementerio de Montmartre con sus dos esposas, Harriet Smithson (muerta en 1854) y Marie Recio (muerta en 1862).

## Influencia musical
Berlioz estuvo muy influido por la literatura. En su Sinfonía fantástica, se inspiró en la obra de Thomas de Quincey, Confesiones de un inglés comedor de opio. Para La condenación de Fausto se basó en la traducción hecha por Gérard de Nerval sobre el Fausto de Goethe; Harold en Italia, está basada en Las peregrinaciones de Childe Harold, de Byron; Benvenuto Cellini, sobre la autobiografía de Cellini; Romeo y Julieta, obviamente en la obra de Shakespeare, Romeo y Julieta; su magnum opus Les Troyens se inspira en la Eneida de Virgilio; la comedia Béatrice et Bénédict sobre otra obra de Shakespeare, Mucho ruido y pocas nueces.
Aparte de sus influencias literarias, Berlioz se fijó en los himnos de su maestro Jean-François Lesueur e imitó mucho a Beethoven, en aquel tiempo desconocido en Francia. También mostró reverencia a los trabajos de Gluck, Mozart, Étienne Méhul, Carl Maria von Weber y Gaspare Spontini.
En 1844, Héctor Berlioz compuso la primera obra que se conoce para saxofón, que es el sexteto Canto Sagrado, y que fue estrenada el 3 de febrero de 1844 bajo la batuta del propio Berlioz y con Adolphe Sax en la interpretación de su saxofón.
Héctor Berlioz toma de Beethoven la teatralidad, dejando de lado lo que se refiera a un modelo de desarrollo temático, cuestión fundamental para los músicos alemanes.
No hay rasgos folklóricos en Berlioz; sin embargo, su Romeo y Julieta o su Sinfonía Fantástica son imperfectamente beethovianas y muy francesas.

## Trabajos musicológicos
Su ensayo pedagógico Gran tratado de instrumentación y orquestación moderna estableció su reputación como maestro de la instrumentación.
Mahler y Strauss estudiaron detenidamente ese tratado, que también sirvió como modelo para el libro de Nikolái Rimski-Kórsakov, quien había asistido como estudiante de música a los conciertos que Berlioz dirigió en Moscú y San Petersburgo. El crítico Norman Lebrecht escribió:
Antes de las visitas de Berlioz prácticamente no había música académica rusa. El suyo fue el paradigma que inspiró ese género. Chaikovski, para su Tercera sinfonía, “tomó” de la Sinfonía fantástica como si de una tienda de golosinas se tratara. Modest Músorgski murió con una copia del tratado de Berlioz en su cama.

## Trabajos literarios
Hector Berlioz publicó sus Memorias (obra de carácter autobiográfico) y varias obras de carácter puramente literario, como Les grotesques de la musique y Las tertulias de la orquesta. Esta última trata sobre las charlas entre los músicos de un teatro de ópera de una ciudad imaginaria, durante las cuales incluyen el recitado de cuentos.

## Resurgimiento
Hubo un interés renovado por la música de Berlioz en los años sesenta y setenta, debido en parte a los esfuerzos del director de orquesta inglés Colin Davis, quien grabó su obra entera, sacando a la luz muchas obras menos conocidas de Berlioz. Él fue quien realizó la primera grabación completa de Los troyanos.
En el bicentenario del nacimiento de Berlioz (2003), hubo una propuesta de llevar sus restos al panteón francés, pero el presidente Jacques Chirac se opuso, generando una disputa política acerca del derecho de Berlioz a figurar entre las glorias máximas de Francia, en comparación con figuras como André Malraux, Jean Jaurés y Alejandro Dumas.

## Hector Berlioz como personaje literario
La personalidad de Berlioz ha inspirado obras literarias, teatrales, cinematográficas, y musicales.

### Literatura
- 1929: Étienne Rey, La vie amoureuse de Berlioz (Ernest Flammarion, 1929)[6]
- 1972: F W Kenyon, Passionate Rebel: The Story of Hector Berlioz[6]
- 2004: Christine Balint, Ophelia’s Fan (New York: W W Norton & Company)[6]
- 2006: Jude Morgan, Symphony[6]
- 2011: Óscar Esquivias, El arpa eólica (en Steampunk: antología retrofuturista, Madrid, Fábulas de Albión). Se trata de una ucronía con el joven Berlioz y Luigi Cherubini como protagonistas[7]
- 2012: Thierry Rousselet, Épisode ultime de la vie d’un artiste (Éditions Le Solitaire)[6]

### Teatro
- 1972: Charles Mérlé, Berlioz, obra en cuatro actos estrenada en el Théâtre de la Porte Saint-Martin de París en 1972.[8]
- 2000: Olivier Teitgen, Entente cordiale, obra en tres actos. Ambientada en Londres, en junio de 1855, durante una cena entre Richard Wagner y Berlioz.[6]

### Cine
1942: Christian-Jaque, "La Symphonie Fantastique", representado por Jean Louis Barrault.    

### Libretos de ópera
- 2003: Christian Wasselin, Les Orages désirés, libretto para la ópera de Gérard Condé. Trata sobre la adolescencia de Berlioz. Se estrenó el 22 de noviembre de 2003 en París.[6]